# Правительственный кризис в Италии (2022)
Правительственный кризис в Италии произошел в июле 2022 года. Когда в начале июля Движение пяти звезд отказалось от поддержки правительства национального единства Марио Драги в связи с продолжающимся законопроектом об экономическом стимулировании для противодействия энергетическому и экономическому кризису.
14 июля, несмотря на то, что премьер-министр Драги в значительной степени выиграл вотум доверия, он подал в отставку, которая была отклонена президентом Серджио Матареллой. 21 июля Драги снова подал в отставку после того, как новый вотум доверия в Сенате не прошел абсолютным большинством после дезертирства таких партий: Движение пяти звезд, Лига Севера и Вперед, Италия. На следующий день Президент Матарелла все же принял отставку Драги и распустил парламент. Позже Президент попросил Драги остаться в должности для решения текущих дел. Досрочные выборы были назначены на 25 сентября 2022 года.

## Предшествовавшие события
Всеобщие выборы 2018 года привели к подвешенному парламенту. С июня 2018 года по январь 2021 года тогдашний независимый политик Джузеппе Конте занимал должность премьер-министра в двух разных кабинетах, один из которых поддерживался правой коалицией (Первое правительство Джузеппе Конте), а другой — левоцентристской коалицией (Второе правительство Джузеппе Конте). В январе 2021 года Маттео Ренци, лидер Italia Viva, и бывший премьер-министр, отказался от поддержки правительства Конте, что привело к падению правительства и спровоцировало [[Правительственный кризис в Италии (2021)|правительственный кризис]]. После консультаций Президент Италии Серджио Матарелла назначил Марио Драги, банкира и бывшего президента Европейского центрального банка премьер-министром, чтобы возглавить правительство национального единства, состоящее из Движения пяти звезд, Лиги Севера, Демократической партии, Вместе ради будущего, Вперёд, Италия и т. д.
В течение 2022 года ходили слухи о возможном прекращении поддержки Д5З правительства национального единства, включая утверждение о том, что Драги постоянно критиковал Конте и просил основателя Движения Беппе Грилло заменить его. Конте часто критиковал экономическую политику правительства, особенно в отношении доходов граждан, гарантированного минимального дохода для живущих за чертой бедности итальянских граждан. Более того, напряженность по военной помощи Украине после российского вторжения в 2022 году также вызвала раскол в Д5З, когда министр иностранных дел Луиджи Ди Майо покинул Движение в июне 2022 года, основав свою собственную политическую партию «Вместе ради будущего» в оппозиции на критику Конте снабжение оружия в Украину . .
12 июля Драги заявил, что уйдет в отставку, если Д5З перестанет поддерживать правительство.

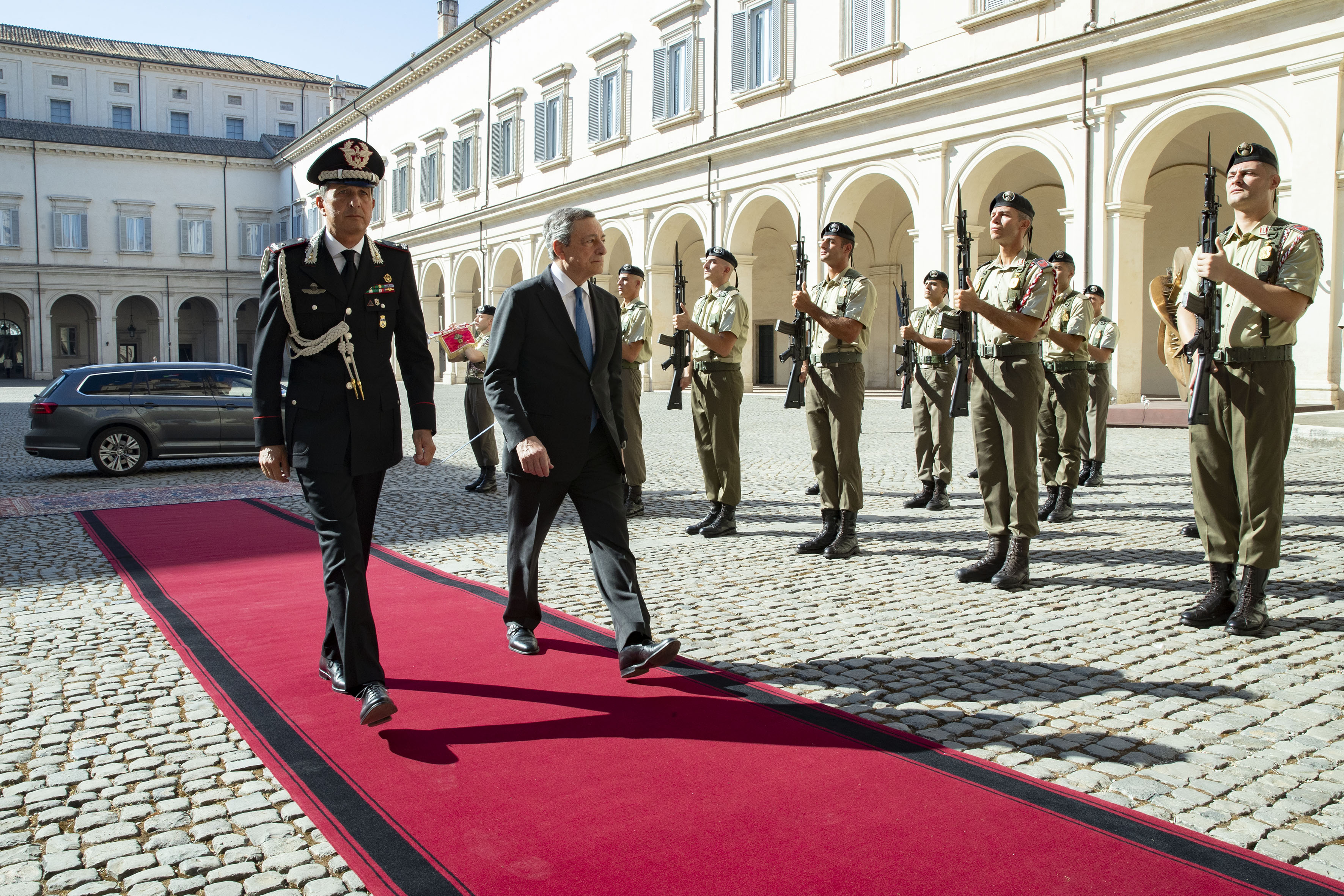
Премьер-министр Марио Драги направляется в Квиринальский дворец, чтобы уйти в отставку

В ходе пресс-конференции 13 июля 2022 года Конте объявил, что Д5З воздержится при голосовании по правительственному законопроекту, вводящему выплаты в размере 23 миллиардов евро для противодействия экономическому и энергетическому кризису, вызванные пандемией COVID-19 и российско-украинской войной . Конте заявил, что считает пакет экономической помощи семьям и малому бизнесу, предложенный правительством, «недостаточным для преодоления кризиса стоимости жизни». Движение также критиковало проект строительства завода по переработке отходов в энергию в Риме, который считали его опасным для окружающей среды.
14 июля эти законопроекты были одобрены Сенатом Республики 172 голосами, что намного превышает порог большинства, тогда Рух покинул зал Сената во время голосования. Несмотря на то, что официально поддержка правительства не прекращалась, этот шаг был широко расценен как явная оппозиция политике правительства и де-факто вызвала политический кризис в кабинете Драги .
После саботажа Движения Драги проконсультировался с президентом Матареллой по поводу кризиса. Через несколько часов Драги подал в отставку с должности премьер-министра; отставка была немедленно отклонена президентом Матареллой. В официальном заявлении, опубликованном президентской канцелярией, Матарелла пригласил премьер-министра выступить перед итальянским парламентом, чтобы объяснить развалившуюся после голосования в Сенате политическую ситуацию. 14 июля Лига также выразила желание провести досрочные выборы, в то время как Демократическая партия обязалась предотвратить крах правительства. 16 июля 11 мэров направили Драги письмо с просьбой отозвать свою отставку и остаться премьер-министром; К 19 июля их количество увеличилось почти до двух тысяч.

## Вотум доверия правительству Драги

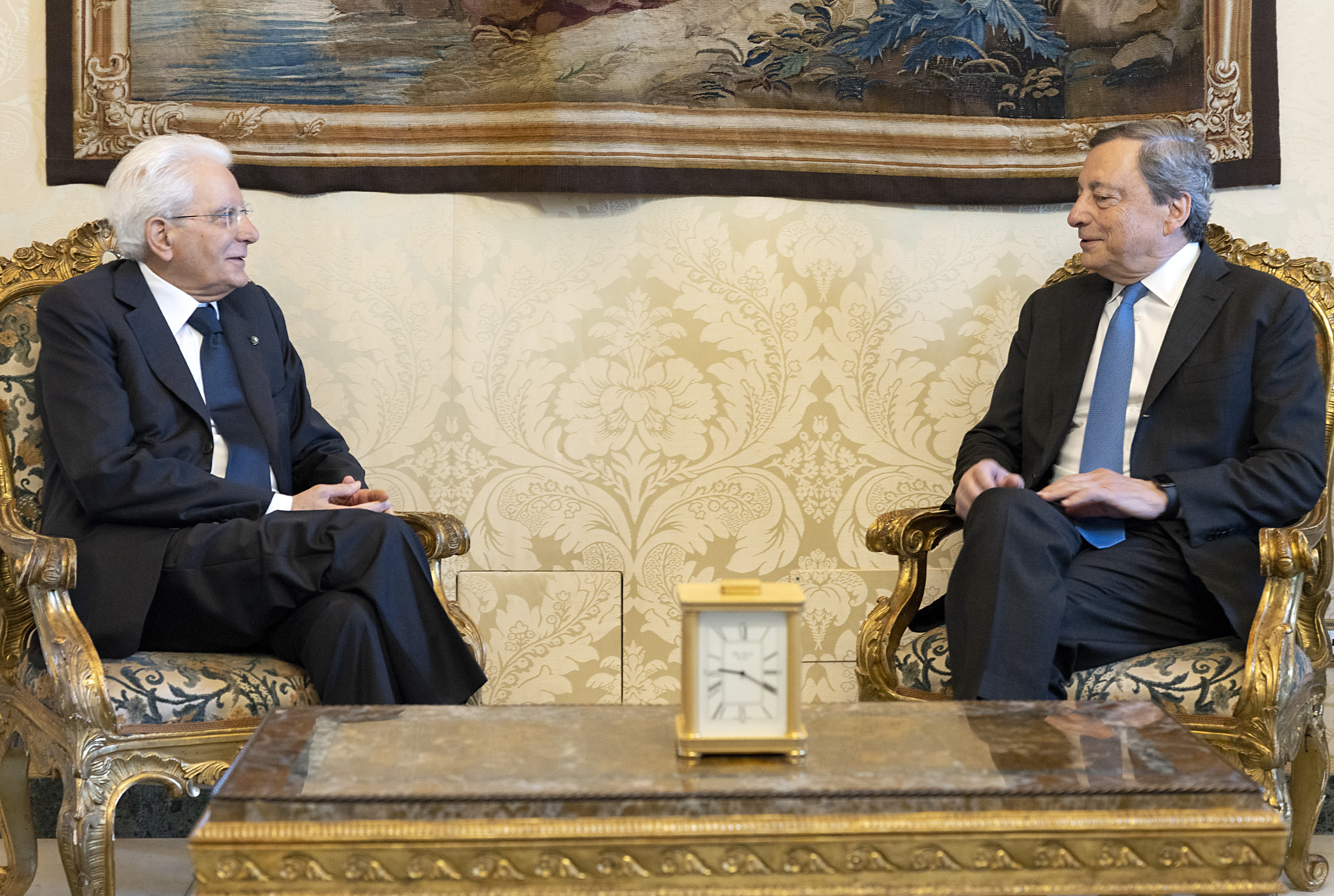
Драги объявляет о своей отставке президенту Маттарелли

20 июля Драги обратился в Сенат, вновь заявив о своей поддержке Европейского Союза, НАТО и Украины . и заявив, что необходимо довести до конца начавшиеся его правительством экономические и судебные реформы. Он также заявил, что полностью полон решимости инвестировать больше в возобновляемые источники энергии и экологически чистые проекты и что он намерен сохранить доход граждан, хотя и с некоторыми изменениями. Впрочем, его речь звучала не как обращение к парламентариям, а как упрек непослушным и капризным детям в детсаду. Впервые итальянцы услышали, что вежливый и воспитанный банкир Марио Драги умеет повышать голос, причем делал это, обращаясь к депутатам правительственной коалиции.
Он буквально кричал на фракцию «5 звезд» и на лидера партии «Лига» Маттео Сальвини, который до этого постоянно срывал работу парламента, блокируя кадастровую реформу и изменение системы разрешений на управление пляжами, который, несмотря на участие своей партии в коалиции, подыгрывал оппозиционным праворадикалам. из партии " Братья Италии ". В конце концов, даже в тот день Сальвини открыто симпатизировал антиправительственной демонстрации таксистов, бастовавших и препятствовавших нормальному движению транспорта в столице.
Тема войны в Украине стала также финальным аккордом его речи: «Как сказал мне вчера во время телефонного разговора президент Зеленский : „Единственный способ защитить Украину — это вооружить ее“, и я его полностью поддерживаю» — заявил премьер-министр.
Драги попросил сенаторов отложить в сторону свои разногласия и обеспечить поддержку и стабильность его правительства. После обсуждения в Сенате правительство пригласило вотум доверия .
В тот же день все же Лига и Вперед, Италия объявили, что они будут голосовать вместе с Движением против правительства, заявив, что после отказа Д5З участвовать в вотуме доверия в предыдущий четверг большинство было слишком разделено, чтобы кабинет мог быть эффективным. Из-за воздержавшихся правоцентристской коалиции и Д5З вотум доверия прошел лишь за 95 «за» и 38 «против».
Для принятия решения в итальянском парламенте достаточно большинства не от общего числа депутатов и даже не большинства от присутствующих депутатов — а только большинства голосовавших.
На следующий день Драги снова подал в отставку. Президент Матарелла принял его отставку и попросил остаться в должности, чтобы заниматься текущими делами. 21 июля Матарелла официально распустил парламент, и досрочные выборы были назначены на 25 сентября 2022 года.